# Липси, Ричард
Ричард Джордж Липси (англ. Richard George Lipsey; 28 августа 1928, Виктория, Британская Колумбия) — канадский экономист.
Бакалавр (1951) колледжа Виктория; магистр (1953) университета Торонто; доктор философии (1958) Лондонской школы экономики.
Преподавал в Лондонской школе экономики (1955—1963); университете Эссекса (1963—1969), университете Британской Колумбии (Ванкувер); университете Квинс (Кингстон, Онтарио; 1970—1989) и университете Саймона Фрейзера (Британская Колумбия, с 1989). Кавалер Ордена Канады (1991). Член Королевского общества Канады (с 1979). Президент Международного атлантического экономического общества (1986-87).
Был женат первым браком на Асе Вевилл, сыгравшей позднее трагическую роль в судьбе британского поэта Теда Хьюза и американской поэтессы Сильвии Плат.

## Основные произведения
- Lipsey, R. G.; Lancaster, Kelvin (1956). The General Theory of Second Best. Review of Economic Studies. 24 (1): 11–32. doi:10.2307/2296233. JSTOR 2296233.
- «Введение в позитивную экономическую теорию» (Introduction to Positive Economics, 1963);
- «Теория потребительских обществ: анализ общего равновесия» (The Theory of Customs Unions: A general equilibrium analysis, 1973);
- «Избранные статьи Ричарда Липси» в 2-х тт. (The Selected Essays of Richard Lipsey, 1997).